# Montbau
Montbau es un barrio del distrito de Horta-Guinardó, en la ciudad de Barcelona.
Se encuentra al pie de la sierra de Collserola, por encima de la Ronda de Dalt y el paseo del Valle de Hebrón. Se cree que el nombre del barrio proviene de una deformación de la torre de Gombau.

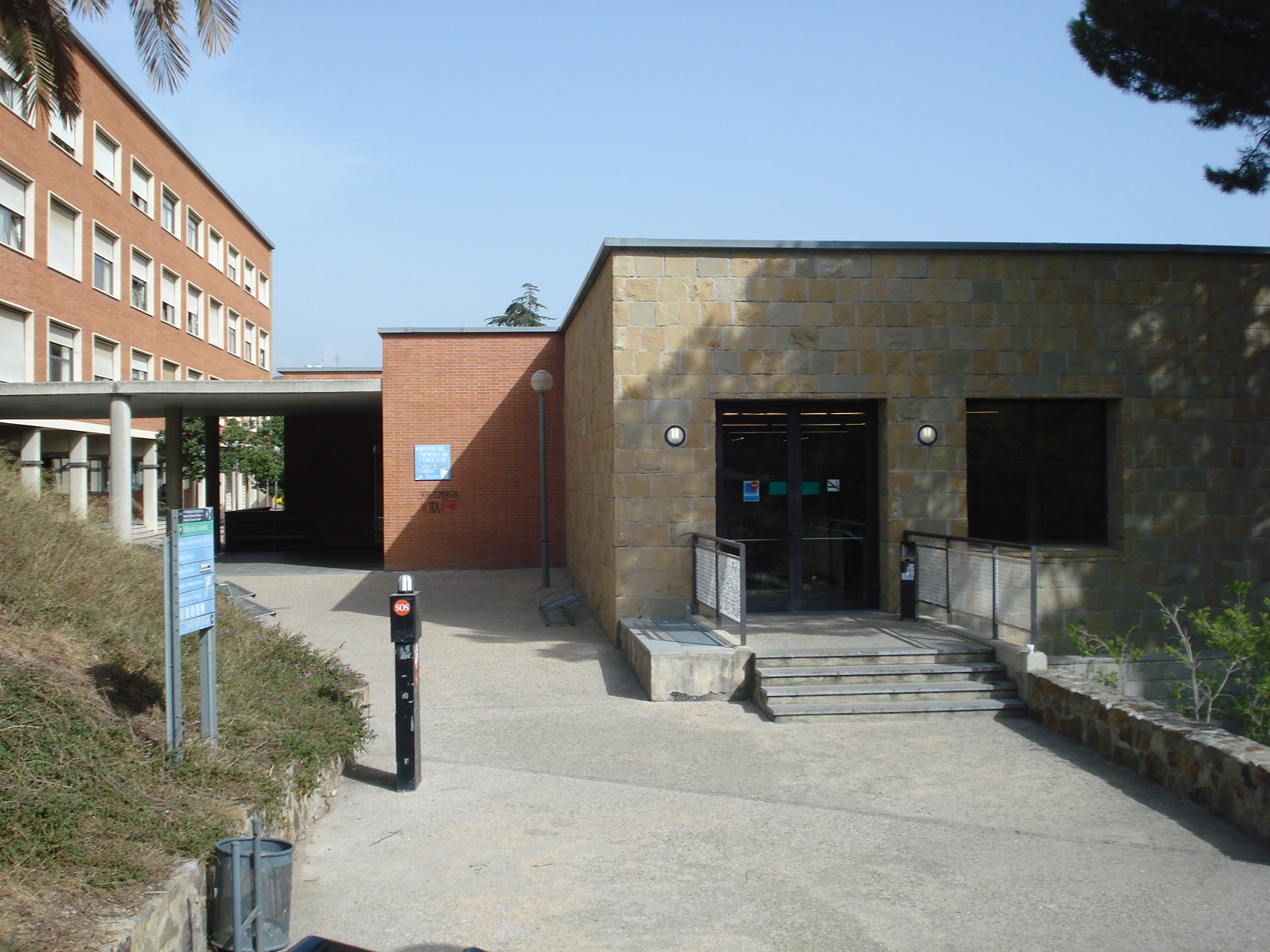
Edificio de Mediodía: Facultad de Pedagogía y Facultad de Formación del Profesorado.

En 1956 fue cuando se empezó a urbanizar la zona, que siempre había estado poco habitada, para acoger a la población que llegaba a Barcelona procedente de otras regiones españolas. El Patronato Municipal de la Vivienda encargó el proyecto de unas 1300 viviendas siguiendo la línea urbanística racionalista del CIAM; la segunda fase dobló la densidad que se había previsto inicialmente.
En la parte oriental del barrio se localiza el campus de Mundet, donde estaban los antiguos Hogares Mundet, que constituían una entidad de carácter benéfico y que dan nombre al campus. En el campus se encuentran las facultades de Psicología y Pedagogía de la Universidad de Barcelona, una residencia geriátrica y centros escolares.
También se encuentra el Palacio de las Hiedras, edificación novecentista y con aires de castillo francés que data de 1895 y que está rodeado de jardines. 
En la parte occidental se localiza la ciudad sanitaria de la Seguridad Social, el Hospital Universitario Valle de Hebrón, el Hospital San Rafael y el CAP (centro de atención primaria) San Rafael, un conjunto de los mayor y mejor dotados equipamientos de Cataluña y España.

## Transporte
Hay tres estaciones de metro de la línea 3 del Metro de Barcelona:
- Vall d'Hebron
- Montbau
- Mundet

## Personas ilustres
- Jordi Sánchez Zaragoza (Barcelona, 13 de mayo de 1964) es un actor, dramaturgo, guionista y director español, popular por sus personajes en series como La que se avecina. Jordi Sánchez (actor)
- Datos: Q3298502
- Multimedia: Montbau / Q3298502